# میدهرست
میدهرست (به انگلیسی: Madehurst) یک روستا و محله مدنی در بریتانیا است که در Arun واقع شده‌است. میدهرست ۷٫۶۶ کیلومتر مربع مساحت و ۱۲۰ نفر جمعیت دارد.